# Fiscalité au Danemark
 (février 2019).
Améliorez-le ou discutez des points à vérifier. 
 (février 2019).
Le Danemark, pays d'Europe du Nord, a une frontière terrestre avec l’Allemagne, ainsi que des frontières maritimes avec la Norvège et la Suède, dont il est séparé par la mer du Nord.
Comme dans la plupart des pays européens, tous les citoyens habitant au Danemark et percevant un revenu sont soumis au paiement des impôts. Plus les revenus sont élevés, plus les impôts sont importants. Il est toutefois connu que, dans ce pays, les impôts sont considérés comme les plus élevés au monde, en particulier ceux liés au parc automobile qui constitue l’une des principales sources de revenus du pays.
Selon une étude réalisée par l’Organisation de coopération et de développement économiques (OCDE), le Danemark serait le numéro 1, en Europe, des prélèvements obligatoires. En effet, depuis que le Danemark a dépassé la Suède en 2002, il reste le leader incontesté. En 2014 il atteint son sommet avec une recette fiscale de 48,3% du PIB. La moyenne d’OCDE étant de 33,59 % durant cette année de pic. Cette recette fiscale regroupe à la fois les impôts, les taxes et les cotisations sociales.
À titre indicatif, la France est actuellement placée en 2de position dans le classement OCDE avec 46,23 % de recette fiscale en fonction du PIB. Mais, en France, cette fiscalité est beaucoup plus vécue comme un fardeau, à l’inverse du Danemark. Pourtant, le Danemark garde sa première place avec 50,9%, soit un pourcentage supérieur à la moitié de la richesse du pays.
Comme dit précédemment, la principale source de revenu pour le gouvernement repose sur les taxes liées aux automobiles. Nous allons l’expliquer ci-dessus.

## Histoire des taxes sur les voitures
L’une des plus grandes taxes du Danemark est la taxe de "l’immatriculation des véhicules de la nation nordique", autrement dit, la taxe sur les véhicules. Celle-ci remonte à 1910, lorsque le gouvernement a décide d’imposer une taxe "la taxe pour la conduite sur les voies publiques".
C’est le début des taxes pour les conducteurs, et ça ne s’arrête pas là. En effet, en 1924, le gouvernement crée une taxe sur l’importation de « produits de luxe ». Cette taxe comprend les voitures, quel que soit le modèle de celles-ci. Jusqu’en 2016, le gouvernement avait décidé de taxer à 180 % toutes les voitures importées du pays.
Or, au Danemark, la production automobile se résume à seulement un constructeur, il s’agit de Zenvo Automotive. Cette marque est exclusivement réservée à la plus grande classe sociale car son prix et ses prestations sont hors du commun.
Cette taxe inclut donc l’enregistrement pour l’achat, la taxe de propriété, la taxe d’assurance et la taxe sur le carburant. En plus de ceci, le prix du carburant dans ce pays est largement au-dessus de ses pays voisins.

### Taxe sur les voitures électriques
C’est en 2016, lors de l’importation des voitures électriques, que le gouvernement décide de baisser la taxe à 110 % - 150 % (en fonction du prix du véhicule) afin de s’aligner au maximum avec les voitures électriques,.
Forcément, la taxe sur les voitures électriques est inférieure à la taxe sur les voitures thermiques car il n’y a pas de taxe environnementale/de pollution. Cette taxe s’élève tout de même à 40 % pour une voiture neuve (avec environ 27 % de TVA).
Ce taux est provisoire et va être rehaussé au cours des années. En effet, le gouvernement annonce qu’en 2021, ce taux sera susceptible d’atteindre les 90 %, soit presque le double du prix d’acquisition,.

### Impact sur le marché automobile au Danemark
Seulement 1 300 véhicules électriques ont été vendus lors de l’année 2016, ce qui a été jugé alarmant pour le gouvernement danois. Copenhague a donc pour objectif de faire baisser de moitié le coût de la taxe sur les véhicules électriques mais le gouvernement n’a pas l’air de vouloir aller dans le même sens que sa capitale. Le marché des voitures électriques au Danemark n’est pas le revenu principal du pays, il n’a pas une grande place dans l’économie du pays.
Néanmoins, le nombre de voitures thermiques est très élevé. En effet, le nombre de véhicules vendus à considérablement augmenté durant ces 15 dernières années et avoisine celui de ses voisins (Norvège et Suède). Ceci s’explique par l’augmentation des salaires des Danois et la baisse du prix du carburant qui est lié à l’augmentation de la taxe sur les véhicules.